# Simalio aurobindoi
Simalio aurobindoi är en spindelart som beskrevs av Patel och C. Adinarayana Reddy 1991. Simalio aurobindoi ingår i släktet Simalio och familjen säckspindlar. Inga underarter finns listade i Catalogue of Life.